# Síndrome de Leigh
A síndrome de Leigh ou doença de Leigh é uma enfermidade que ataca o sistema nervoso central. É uma desordem hereditária que afeta crianças e em casos raros pode afetar adolescentes e adultos. Mutações no DNA das mitocôndrias ou no DNA nuclear (gene SURF1) causam degradação das habilidades motoras e eventualmente morte.
Provém da mãe, visto que a doença é uma mutação no DNA mitocondrial e que o mesmo é composto apenas de DNA materno